# Parvavis chuxiongensis
Parvavis chuxiongensis (Парвавіс) — вид викопних енанціорносових птахів, що мешкав в крейдяному періоді. Викопні рештки знайшли у пластах формації Jiangdihe у провінції Ляонін, Китай в 2014 році. Голотип складається з відбитка частини скелета, який містить і рештки пір'я.